# Schwinden (Beton)
Schwinden bezeichnet die Verkürzung bzw. Volumenverminderung des Betons im Laufe der Zeit, bedingt durch Feuchtigkeitsabgabe (Austrocknen) und durch chemische Reaktionen bzw. Gefügeumwandlungen während des Aushärtens. Unter ungünstigen Randbedingungen, z. B. bei Decken in geschlossenen Gebäuden, beträgt das lineare Endschwindmaß bis zu −0,6 mm/m.

## Einteilung
Man unterscheidet
- das Frühschwinden durch Verdunsten des Überschusswassers und Austrocknung in den ersten Tagen, kann bei erhöhtem Feinanteil zu Schwindrissen führen,
- das chemische oder autogene Schwinden durch den Wasserentzug bei der Hydratation und
- das Trocknungsschwinden infolge Austrocknung des Zementsteins.

## Schwinddehnung
In der DIN 1045-1 besteht die (lineare) Schwinddehnung aus den beiden letzteren Bestandteilen:
- der Schrumpfdehnung beim chemischen Schwinden, die bei sehr festen Betonen (fck > 50 MPa) von Bedeutung ist und bis etwa −0,3 mm/m betragen kann. Sie hängt von der Zementart und der Betonfestigkeit ab.
- der Trocknungsschwinddehnung, die zusätzlich noch von der Bauteilform und der mittleren relativen Luftfeuchtigkeit der Umgebung abhängt und bei normalfesten Betonen maßgebend ist.

Beide Anteile wachsen mit der Zeit und streben asymptotisch einem Grenzwert zu.

## Ursachen und Erscheinungsformen
Insbesondere das nicht ausreichende Beachten von Festhaltungen, die das Schwinden des Betons behindern, ist häufig Ursache von Schwindrissen im Beton- und Stahlbetonbau. Durch die Verformungsbehinderung treten im Beton Zugspannungen auf und nach Überschreiten der Betonzugfestigkeit Risse.
Da der Zuschlag im Allgemeinen nicht schwindet, hängt die absolute Größe des Schwindens sowie seine zeitliche Entwicklung maßgeblich vom Volumen und von der Zusammensetzung des Zementleims ab. Außerdem spielen die Feuchte der umgebenden Luft und die Bauteilabmessungen eine große Rolle.

## Bautechnik
Schwindrisse sind im Bauwesen unerwünscht.
Die Berücksichtigung des Schwindens ist bei der Berechnung von vorgespannten Betonteilen (Spannbeton) wichtig, weil durch die Schwinddehnung die Spannstahldehnung vermindert wird und damit auch die Vorspannkraft.
Der Prozess des Schwindens ist teilweise umkehrbar, d. h. bei Wasseraufnahme, z. B. durch Lagerung im Wasser, erfährt der Beton eine Volumenzunahme. Dies wird als Quellen bezeichnet.